# مسلم بن يسار
مسلم بن يسار البصري (توفى سنة 100 هـ - 719م): فقيه، ناسك من رجال الحديث. من أهل مكة، من الموالي.سكن البصرة، فكان مفتيها. ذكره محمد بن سعد في الطبقة الثانية من أهل البصرة، وأخذ العلم عن أبو هريرة وعبد الله بن عباس، ومن أشهر تلامذته الحسن البصري، وحكى سفيان بن عيينة: «أن الحسن البصري لما مات مسلم بن يسار قال: وامعلماه».
وكان مع عبد الرحمن بن الأشعث لما خرج على عبد الملك بن مروان، قال مالك بن دينار: «شهدت الحسن بْن أَبِي الحسن، ومسلم بن يسار، وسعيدا ومسلما يأمرون بقتال الحجاج مَعَ ابْن الأشعث». وشهد مسلم وقعة دير الجماجم سنة 83 هـ،في ذلك يقول:« أَحْمَد اللَّه إليكم فإني لم أرم بسهم ولا حجر، ولم أضرب بسيف ولا عصا، ولم أطعن برمح، فقيل لَهُ: كيف تصنع بوقوفك فِي الصف فَقَالَ: هَذَا أَبُو عَبْد اللَّه رأيناه واقفًا، فيقاتلون، فبكى».

## روايته
روى عن عبادة بن الصامت ولم يلقه وعن ابن عباس وابن عمر وروى عن أبيه يسار فقيل لأبيه صحبة وعن أبي الأشعث الصنعاني وغيرهم. حدث عنه محمد بن سيرين وهو من طبقته وقتادة وثابت البناني وأيوب السختياني ومحمد بن واسع وآخرون.

## مكانته العلمية

### فقهه
يعد مسلم بن يسار من أعلام الفقه، ذكره أبو إسحاق الشيرازي في طبقات الفقهاء في الطبقة الثالثة من فقهاء التابعين بالبصرة. روى هشام عن قتادة قال: مسلم بن يسار خامس خمسة من فقهاء البصرة. وروى هشام بن حسان عن العلاء بن زياد أنه كان يقول: لو كنت متمنيا لتمنيت فقه الحسن وورع ابن سيرين وصواب مطرف وصلاة مسلم بن يسار. روى حميد بن الأسود عن ابن عون قال: أدركت هذا المسجد وما فيه حلقة تنسب إلى الفقه إلا حلقة مسلم بن يسار.

## مكانته
قال ابن كثير في البداية والنهاية: مسلم بن يسار أبو عبد الله البصري، الفقيه الزاهد، له روايات كثيرة، كان لا يفضل عليه أحد في زمانه، وكان عابدا ورعا زاهدا كثير الصلاة كثير الخشوع، وقيل: إنه وقع في داره حريق فأطفاؤه وهو في الصلاة لم يشعر به. وله مناقب كثيرة رحمه الله. قلت: وانهدمت مرة ناحية من المسجد ففزع أهل السوق لهدتها، وإنه لفي المسجد في صلاته فما التفت. وقال ابنه: رأيته ساجدا وهو يقول: متى ألقاك وأنت عني راض، ثم يذهب في الدعاء، ثم يقول: متى ألقاك وأنت عني راض، وكان إذا كان في غير صلاة كأنه في الصلاة، وقد تقدمت ترجمته.

## زهده وصلاحه وعبادته
قال ابن عون عن عبد الله بن مسلم بن يسار إن أباه كان إذا صلى كأنه ود لا يميل لا هكذا ولا هكذا وقال غيلان بن جرير كان مسلم بن يسار إذا صلى كأنه ثوب ملقى وقال ابن شوذب كان مسلم بن يسار يقول لأهله إذا دخل في الصلاة تحدثوا فلست أسمع حديثكم وروى أنه وقع حريق في داره وأطفئ فلما ذكر ذلك له قال ما شعرت رواها سعيد بن عامر الضبعي عن معدي بن سليمان وقال هشام بن عمار وغيره حدثنا أيوب بن سويد حدثنا السري بن يحيى حدثني أبو عوانة عن معاوية بن قرة قال كان مسلم بن يسار يحج كل سنة ويحجج معه رجالا من إخوانه تعودوا ذلك فأبطأ عاما حتى فاتت أيام الحج فقال لأصحابه اخرجوا فقالوا كيف قال لابد أن تخرجوا ففعلوا استحياء منه فأصابهم حين جن عليهم الليل إعصار شديد حتى كاد لا يرى بعضهم بعضا فأصبحوا وهم ينظرون إلى جبال تهامة فحمدوا الله فقال ما تعجبون من هذا في قدرة الله تعالى قال قتادة قال مسلم بن يسار في كلام في القدر هما واديان عميقان يسلك فيهما الناس لن يدرك غورهما فاعمل عمل رجل تعلم أنه لن ينجيك إلا عملك وتوكل توكل رجل تعلم أنه لا يصيبك إلا ما كتب الله لك.